# Выборы главы Удмуртской Республики (2014)
Очередные выборы главы Удмуртской Республики состоялись в единый день голосования 14 сентября 2014 года. Впервые после 10-летнего перерыва высшее должностное лицо Удмуртии избиралось всенародным голосованием. Победу одержал предложенный Президентом Российской Федерации Александр Васильевич Соловьёв, набравший без малого 85 % голосов. Избирательная кампания не отличалась наличием яркой интриги и последующей критики.

## Предшествующие события
Пост президента был создан в Удмуртии в 2000 году, на эту должность был избран председатель Государственного Совета республики Александр Александрович Волков. В марте 2004 года Волкова переизбрали на эту должность; а в 2009 году, в связи с изменением порядка наделения полномочиями глав субъектов Российской Федерации, Волков был назначен на эту должность ещё на пять лет.
В 2011 году парламентарии Удмуртии приняли закон, согласно которому со следующего срока высшее должностное лицо Удмуртии будет именоваться главою республики.
19 февраля 2014 года полномочия Волкова истекли, и он был отправлен в отставку Президентом России. Исполняющим обязанности главы региона до проведения выборов был назначен сенатор, экс-председатель Государственного Совета Александр Васильевич Соловьёв.
20 мая 2014 года Государственный Совет назначил официальный старт избирательной кампании на 10 июня.
По состоянию на 1 июля 2014 года в республике было зарегистрировано 1 209 453 лица, обладающего правом голоса.

## Выдвижение

### Право выдвижения кандидатов
Закон о выборах главы республики был принят Государственным Советом в 2012 году. Претендент на должность должен быть старше 30 лет, выдвинут политической партией и предоставить подписи 7 % муниципальных депутатов не менее чем из 3/4 муниципальных районов или городских округов. Побеждает кандидат, преодолевший барьер в 50 % голосов; в случае непрохождения данного барьера назначается второй тур, для победы в котором требуется простое большинство голосов.
20 мая 2014 года требования к кандидату дополнились запретом на наличие счетов в иностранных банках и отсутствием непогашенной судимости. Кроме того, урны, применяемые на голосовании, должны быть изготовлены из прозрачного и полупрозрачного материала. А ещё был принят закон о досрочном голосовании, которое начнётся 4 сентября.

### Ход выдвижения
25 марта региональный политсовет «Единой России» объявил о старте праймериз — внутрипартийного голосования для выдвижения на выборах — не менее, чем из четырёх кандидатов. Сбор кандидатур было поручено завершить к 18 апреля. 17 апреля 2014 года и. о. главы Удмуртии Александр Соловьёв дал согласие на участие в праймериз. Кроме него, в список вошли ещё пять кандидатов: глава Юкаменского района Борис Востриков, главный врач первой республиканской клинической больницы Надежда Михайлова, директор Удмуртской национальной гимназии имени Кузебая Герда Анжелика Михеева, депутат Государственного Совета Алексей Санников и представитель Правительства Удмуртии в Совете Федерации Александр Чекалин.
Мероприятия по выбору кандидата продолжались с 29 апреля по 11 июня на 34 площадках, в них приняло участие более 10 тысяч человек. Использовался принцип рейтингового голосования, когда избиратели распределяли кандидатуры в порядке предпочтения. По состоянию на 3 июня, лидерство принадлежало Соловьёву. Итоги были подведены 17 июня на заседании политсовета партии: 19 июня на партийной конференции «единороссам» предстоял выбор между Соловьёвым, Чекалиным и Михайловой. Поддержка Соловьёва составила 96 %. В итоге региональное отделение партии 199 голосами из 205 приняло решение выдвигать Соловьёва:

«В том, что из трех претендентов на пост Главы Удмуртии победит Александр Соловьев, ни у кого не было сомнений. <…> Правда, необходимо отметить, что количество поданных голосов никак не умаляет заслуг и личных качеств не победивших в выборах кандидатов. Просто выбор был уже очевиден.»— 
Региональное отделение КПРФ 17 мая приняло решение выдвинуть своим кандидатом руководителя фракции в Государственном Совете Владимира Чепкасова. Кандидатом от партии ЛДПР 15 июня стал депутат Государственной думы от Удмуртии Андрей Маркин, получивший согласование высшего совета партии. На следующий день состоялся съезд «Коммунистов России», на котором кандидатом единогласно был выдвинут депутат Глазовской городской думы Сергей Логинов. 24 июня прошла конференция регионального отделения партии «Справедливая Россия», где было принято решение поддержать кандидатуру Александра Соловьёва.
25 июня документы в республиканский избирком подал заместитель директора по коммерческим вопросам Михаил Молоков в качестве выдвиженца от партии «Молодая Россия». 27-го о намерении бороться за пост главы республики избирательную комиссию уведомила Людмила Ниязова, выдвинутая партией налогоплательщиков России. 2 июля список кандидатов пополнил Павел Бутченко, депутат Госсовета в 2007—2012 годах от ЛДПР, выдвинутый партией возрождения России. 3 июля, за день до окончания регистрации, республиканское отделение РПР-ПАРНАС выдвинуло кандидатом Андрея Едигарёва, а социал-демократическая партия России — Илью Беляева. Таким образом, общее количество выдвиженцев на пост главы республики составило 9 человек.

### Муниципальный фильтр
В марте 2014 года депутаты Государственного Совета обсуждали предложение о снижении муниципального фильтра с 7 до 5 %, которое поддержал сам и. о. главы республики Александр Соловьёв, или даже его отмену. 8 апреля Государственный Совет отклонил оба предложения.
Таким образом, каждый кандидат должен был предоставить в свою поддержку 267 подписей. Из 9 кандидатов этот рубеж смоли преодолеть только четверо.
| Кандидат           | Должность (на момент выдвижения)                                                | Партия                               | Статус                                                                        |
| ------------------ | ------------------------------------------------------------------------------- | ------------------------------------ | ----------------------------------------------------------------------------- |
| Илья Беляев        | начальник коммерческого отдела ОАО «Удмуртнефть»                                | Социал-демократическая партия России | отказался от участия                                                          |
| Павел Бутченко     | генеральный директор ООО "Первый Часовой Завод «СТИЛ»                           | Партия Возрождения России            | отказано в регистрации в связи с непредоставлением документов в ЦИК           |
| Андрей Едигарев    | генеральный директор ООО «Сельхозхимия»                                         | РПР-ПАРНАС                           | отказался от участия в связи с неспособностью преодолеть муниципальный фильтр |
| Сергей Логинов     | депутат Глазовской городской думы                                               | Коммунисты России                    | зарегистрирован                                                               |
| Андрей Маркин      | депутат Государственной Думы                                                    | ЛДПР                                 | зарегистрирован                                                               |
| Михаил Молоков     | заместитель генерального директора по коммерческим вопросам ООО «СтройНефтеГаз» | Молодая Россия                       | отказался от участия в связи с неспособностью преодолеть муниципальный фильтр |
| Людмила Ниязова    | руководитель регионального отделения партии                                     | Партия налогоплательщиков России     | отказано в регистрации в связи с непредоставлением документов в ЦИК           |
| Александр Соловьёв | исполняющий обязанности Главы Удмуртской республики                             | Единая Россия                        | зарегистрирован                                                               |
| Владимир Чепкасов  | депутат Государственного Совета, руководитель фракции КПРФ                      | КПРФ                                 | зарегистрирован                                                               |

## Предвыборная кампания
12 августа состоялась жеребьёвка по распределению печатного и эфирного времени между кандидатами. Агитационный период продолжался с 16 августа по 12 сентября. Программы кандидатов должны были быть опубликованы хотя бы в одном периодическом издании не позднее 3 сентября. Эфирное время кандидатам предоставили Моя Удмуртия, Радио России и местные отделения каналов Россия-1 и Россия-24.
Эксперты отмечали весьма вялый ход агитации и слабый интерес к выборам со стороны СМИ. Из всех кандидатов лишь Соловьёв не пренебрегал средствами массовой информации и проводил соответствующую работу в Интернете.
При поддержке местного отделения «Молодой гвардии» в социальной сети ВКонтакте проводился фотоконкурс «Голосовать — это модно» по созданию фоторабот с призывом прийти на выборы, в котором приняло участие более 300 человек. Конкурс завершился 4 сентября, две победительницы были награждены. С 5 по 7 сентября проводился образовательный молодёжный форум «Достояние республики», направленный на повышение избирательной активности среди молодёжи.
5 сентября 2014 года Центризбирком решил отказаться от видеотрансляции выборов в связи с высокой её стоимостью (35 млн руб.), секретарь избирательной комиссии объяснил: «Нет смысла тратить деньги, так как у нас фактически всё открыто: наблюдателей сколько угодно, фото- и видеосъёмка разрешены».

### Прогнозы и аналитика
В период президентства Волков выстраивал жёсткую властную вертикаль и зачищал политическое и бизнес-поля от оппонентов, что привело к формированию контрэлитных группировок, однако ни одна из них не могла сравниться с волковской по количеству ресурсов и уровню влияния на политический процесс. Назначение Соловьёва можно рассматривать в качестве компромиссного варианта между Волковым и Кремлём: одновременно и продолжатель курса Волкова, и максимально отдалённый от него человек из его окружения. Предпринятые Соловьёвым кадровые перестановки позволили ему обновить свою команду и отдалиться от образа ставленника Волкова. Таким образом, Соловьёв частично удовлетворил запрос на смену власти, помимо имеющегося у него электорального и управленческого опыта, большей узнаваемости, административного и финансового ресурсов и поддержки Кремля.
Эксперты отмечали, что с момента отставки Волкова удмуртская оппозиция значительно снизила активность. Если рассматривать зарегистрированных кандидатов, то картина следующая: Андрей Маркин располагал финансовым и административным ресурсами, однако имел запятнанную репутацию, не слишком богатый электоральный опыт и слабую поддержку партии ЛДПР на республиканских выборах. Чепкасов располагал некоторой поддержкой КПРФ, но не отличался узнаваемостью и статусностью. К тому же регистрация Логинова способствовала размыванию коммунистического электората. Таким образом, в списке отсутствовали конкуренты, способные снизить электоральные позиции Соловьёва.
Фонд развития гражданского общества отнёс Удмуртию к числу регионов, где выборы проходили изначально по референдумному сценарию.
В публикациях, появлявшихся по ходу избирательной кампании, эксперты отмечали предсказуемость результатов на основании явного преимущества Соловьёва, обусловленного управленческим опытом, концентрацией ресурсов, правильно принятым хозяйственным решениям на посту врио и отсутствием поводов для критики. Участие оппозиционных кандидатов рассматривалась не более как повод «засветиться». Предполагалось, что предсказуемость результатов выборов не обеспечила бы высокой явки, но первые за десять лет выборы главы республики должны были запомниться.

## Голосование

### Досрочное голосование
3 сентября стартовало досрочное голосование — процедура, заменившая открепительные удостоверения: избиратель пишет заявление с указанием причины, после чего ставит отметку в бюллетене и кладёт его в непрозрачный конверт, который хранится в сейфе и открывается в присутствии наблюдателей утром 14 сентября. Избирательные участки в период с 3 по 13 сентября работали с 16 до 20 часов в будние дни и с 10 до 14 в выходные.
Суммарно нововведением воспользовалось 35 970 человек, или 2,97 % избирателей. Обозначился явный перевес явки данного периода в сельских районах: наибольший результат был получен в Киясовском районе — 7,96 %, наименьший в Можге — 1,64 %.

### 14 сентября
Явка на 10 часов приближалась к 9 %, на 12 часов — к 20 %, на 18 часов средняя явка составила 37,21 %.
По данным экзит-поллов, к моменту закрытия участков Соловьёв лидировал с результатом около 85 %.
На избирательных участках работал корпус общественных наблюдателей «за чистые выборы» (около 300 человек, в основном — студенты), а также персонально от Соловьёва и от Чепкасова.
С точки зрения полиции, выборы прошли абсолютно спокойно. Руководители штабов всех четырёх кандидатов заявили об отсутствии крупных нарушений в ходе выборной кампании. Всего о нарушениях было подано 23 жалобы, из них 22 в день выборов. Подтвердилась только одна, было составлено 2 протокола (для сравнения, на республиканских парламентских выборах 2012 года было подано 288 жалоб).
Для проведения выборов было сформировано 1188 избирательных участков, суммарно в этом мероприятии было задействовано почти 11 тысяч человек.

## Итоги выборов
| Место                                                                  | Место                                                                  | Кандидат                                                               | Голоса  | %      |
| ---------------------------------------------------------------------- | ---------------------------------------------------------------------- | ---------------------------------------------------------------------- | ------- | ------ |
|                                                                        | 1.                                                                     | Соловьёв Александр Васильевич                                          | 441 676 | 84,84  |
|                                                                        | 2.                                                                     | Чепкасов Владимир Геннадьевич                                          | 39 806  | 7,65   |
|                                                                        | 3.                                                                     | Маркин Андрей Леонидович                                               | 17 650  | 3,39   |
|                                                                        | 4.                                                                     | Логинов Сергей Леонидович                                              | 14 231  | 2,73   |
| Бюллетеней всего                                                       | Бюллетеней всего                                                       | Бюллетеней всего                                                       | 950813  |        |
| Погашенных бюллетеней                                                  | Погашенных бюллетеней                                                  | Погашенных бюллетеней                                                  | 430018  |        |
| Недействительных бюллетеней                                            | Недействительных бюллетеней                                            | Недействительных бюллетеней                                            | 7253    |        |
| Действительных бюллетеней                                              | Действительных бюллетеней                                              | Действительных бюллетеней                                              | 513363  |        |
| Число избирателей, включённых в список на момент окончания голосования | Число избирателей, включённых в список на момент окончания голосования | Число избирателей, включённых в список на момент окончания голосования | 1208494 | 100,00 |

Соловьёв показал третий результат по Приволжскому федеральному округу и десятый по России. В Удмуртии больше всего голосов за него отдали в родном Алнашском районе — 94,59 %, ещё в 12 районах уровень доверия ему превысил 90 %. Наименьший результат врио получил в Ижевске и Глазове — 77-79 %.
Проигравшие кандидаты признали, что довольны ходом проведения кампании, её прозрачностью и отсутствием «грязных» технологий. Логинов назвал свой результат нормальным для первого раза, Маркин заявил, что уровнем своей поддержки не доволен, но жалоб и претензий по ходу выборов не имеет, а Чепкасов сказал лишь, что избранный глава обязан нести ответственность за оказанное доверие.
15 сентября на заседании ЦИК выборы были единогласно признаны состоявшимися; глава ведомства вручил Соловьёву удостоверение об избрании. Церемония инаугурации избранного Главы состоялась 22 сентября в русском драматическом театре: избранник на русском и удмуртском языках пообещал много работать для оправдания надежд граждан на обновление родной земли и представлять интересы всех земляков, независимо от партийной принадлежности.